# Conjunto Histórico de la Ciudad de Valencia
El Conjunto Histórico de la Ciudad de Valencia es un bien de interés cultural creado por declaración singular. Su número de registro ministerial es R-I-53-0000337 y su fecha de disposición 3 de mayo de 1993.

## Localización

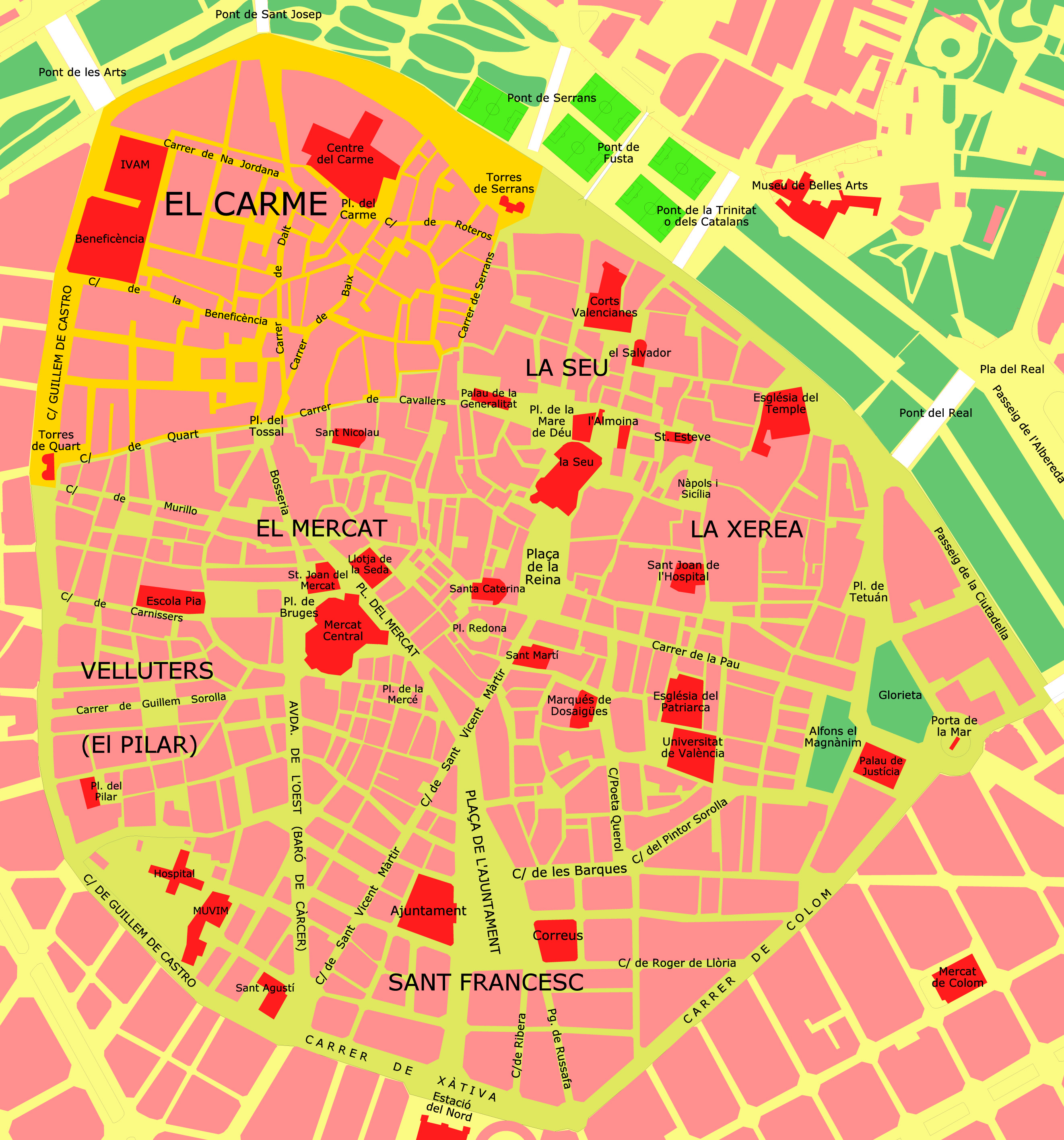
Ciutat Vella está comprendida íntegramente en la declaración.
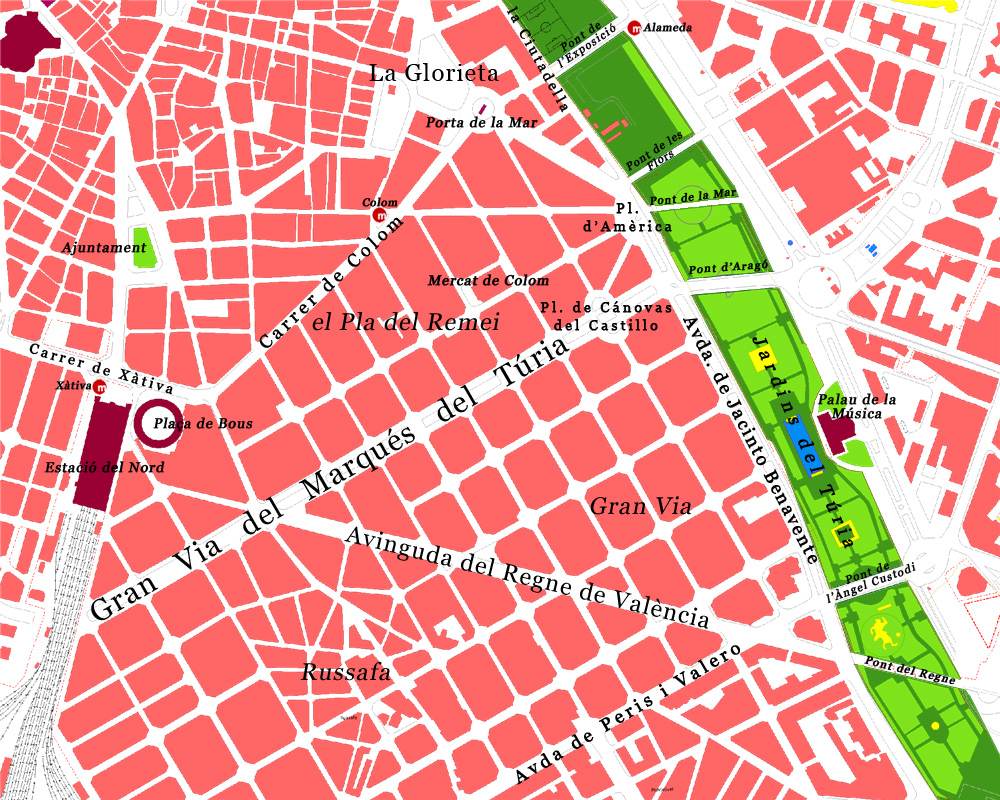
El norte del distrito de Eixample también está incluido.
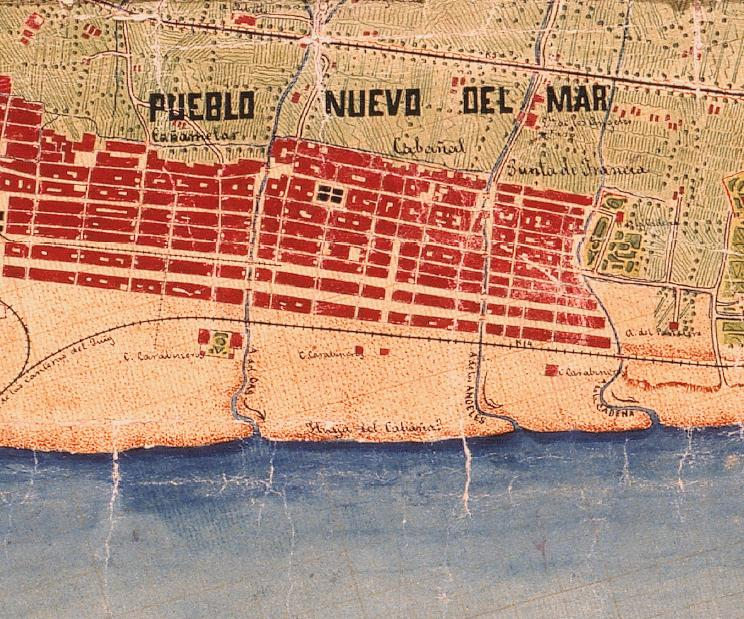
El núcleo del Cabañal también forma parte.

Según se describe en el Boletín Oficial del Estado de 7 de septiembre de 1993, el territorio afectado por la declaración incluye la parte de la ciudad comprendida entre las Grandes Vías y el antiguo cauce del río Turia, así como el propio antiguo cauce entre los puentes de las Glorias Valencianas y el de Aragón. También están incluidos los edificios que recaen a esas vías y parques, así como la Alameda y el Jardín del Real. Además incluye parte  del núcleo de El Cabañal.

## Bienes de interés cultural incluidos en el conjunto
| Nombre del Bien                                 | Imagen | Nombre del Bien                                           | Imagen |
| ----------------------------------------------- | ------ | --------------------------------------------------------- | ------ |
| Convento colegio de las Escuelas Pías           |        | Lonja de la Seda                                          |        |
| Torre de la muralla árabe                       |        | Universidad de Valencia                                   |        |
| Torres de Serranos                              |        | Torres de Cuart                                           |        |
| Torre de San Bartolomé                          |        | Santa Catalina                                            |        |
| Iglesia de San Juan del Hospital                |        | Teatro Principal                                          |        |
| Palacio del Marqués de Dos Aguas                |        | Palacio de la Generalidad Valenciana                      |        |
| Conjunto visigodo iglesia-cárcel de San Vicente |        | Palacio de los Boil de Arenós                             |        |
| Mercado Central                                 |        | Mercado de Colón                                          |        |
| Plaza de Toros de Valencia                      |        | Real Colegio Seminario del Corpus Christi o del Patriarca |        |
| Basílica de la Virgen de los Desamparados       |        | Catedral de Santa María de Valencia                       |        |

## Otros edificios incluidos en el entorno

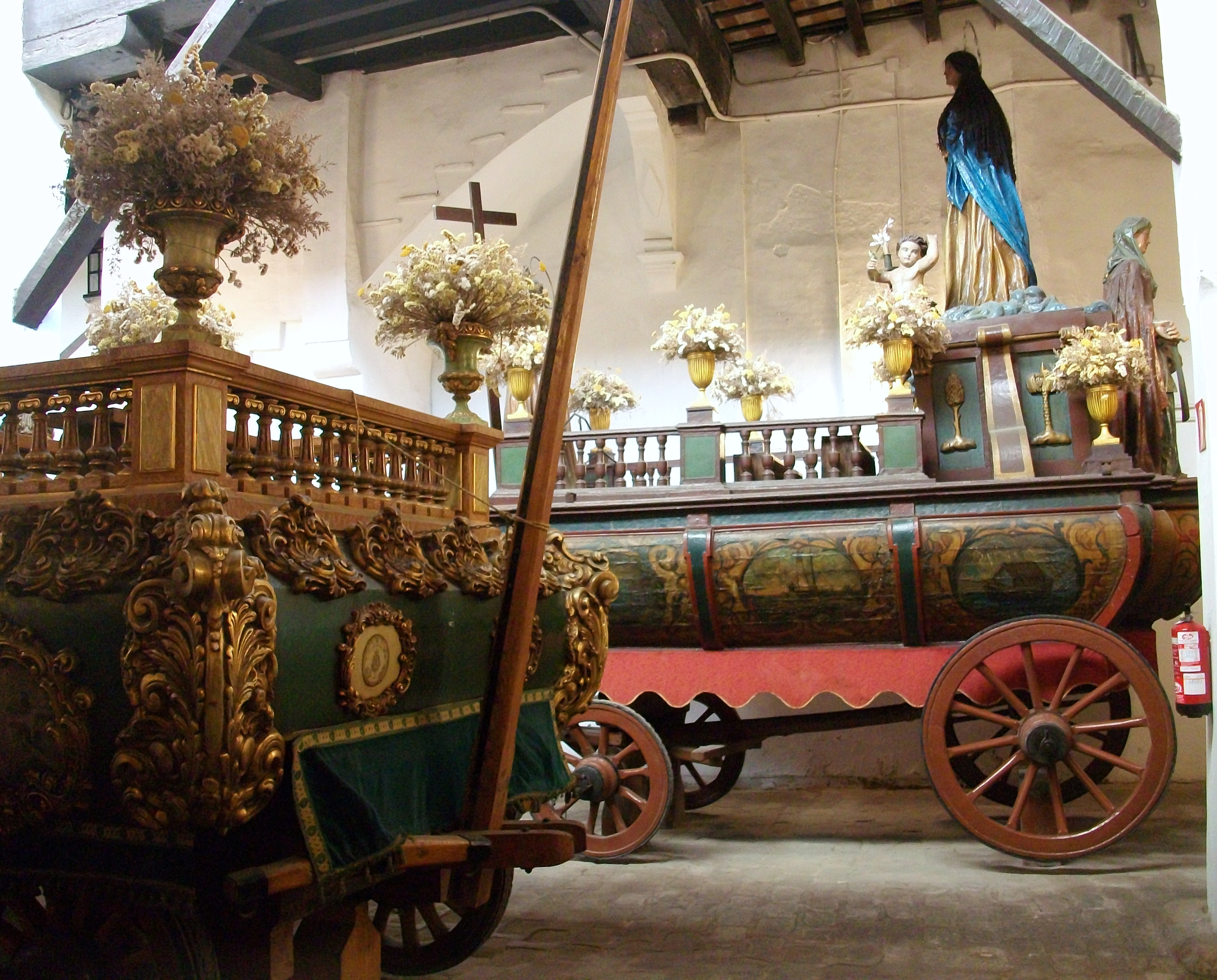
Casa de las Rocas.
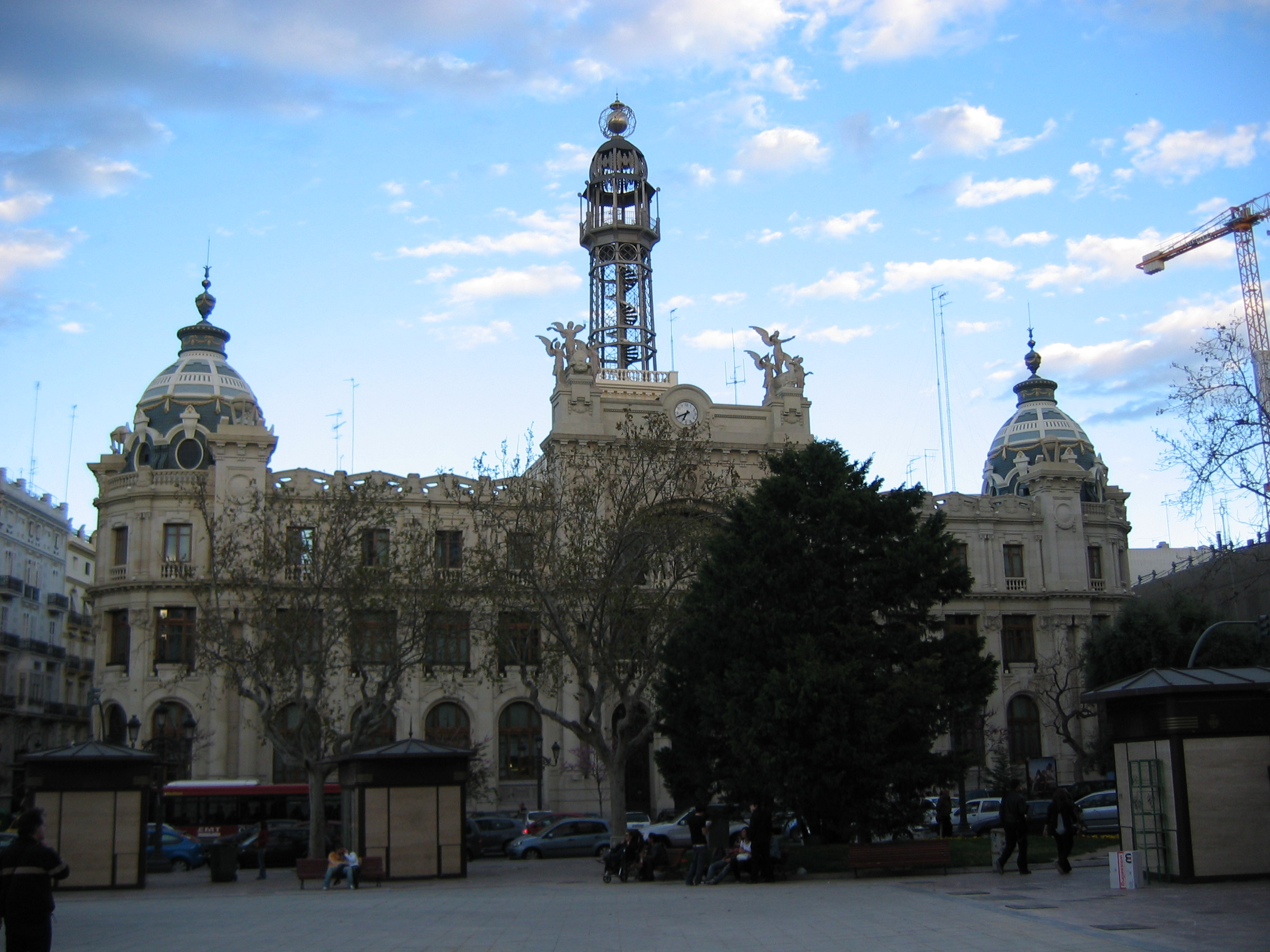
Edificio de Correos.
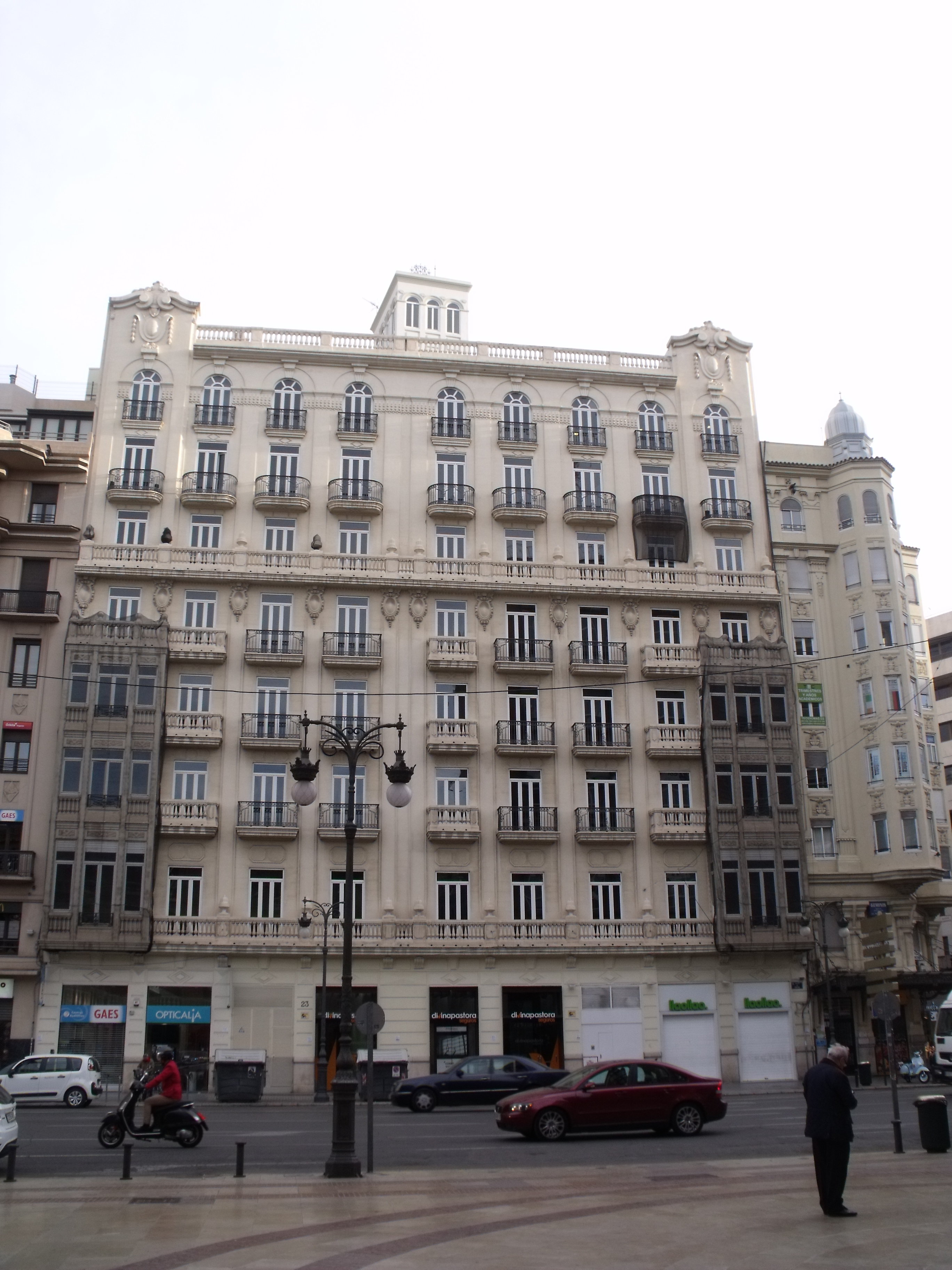
Antiguo hotel Metropol.
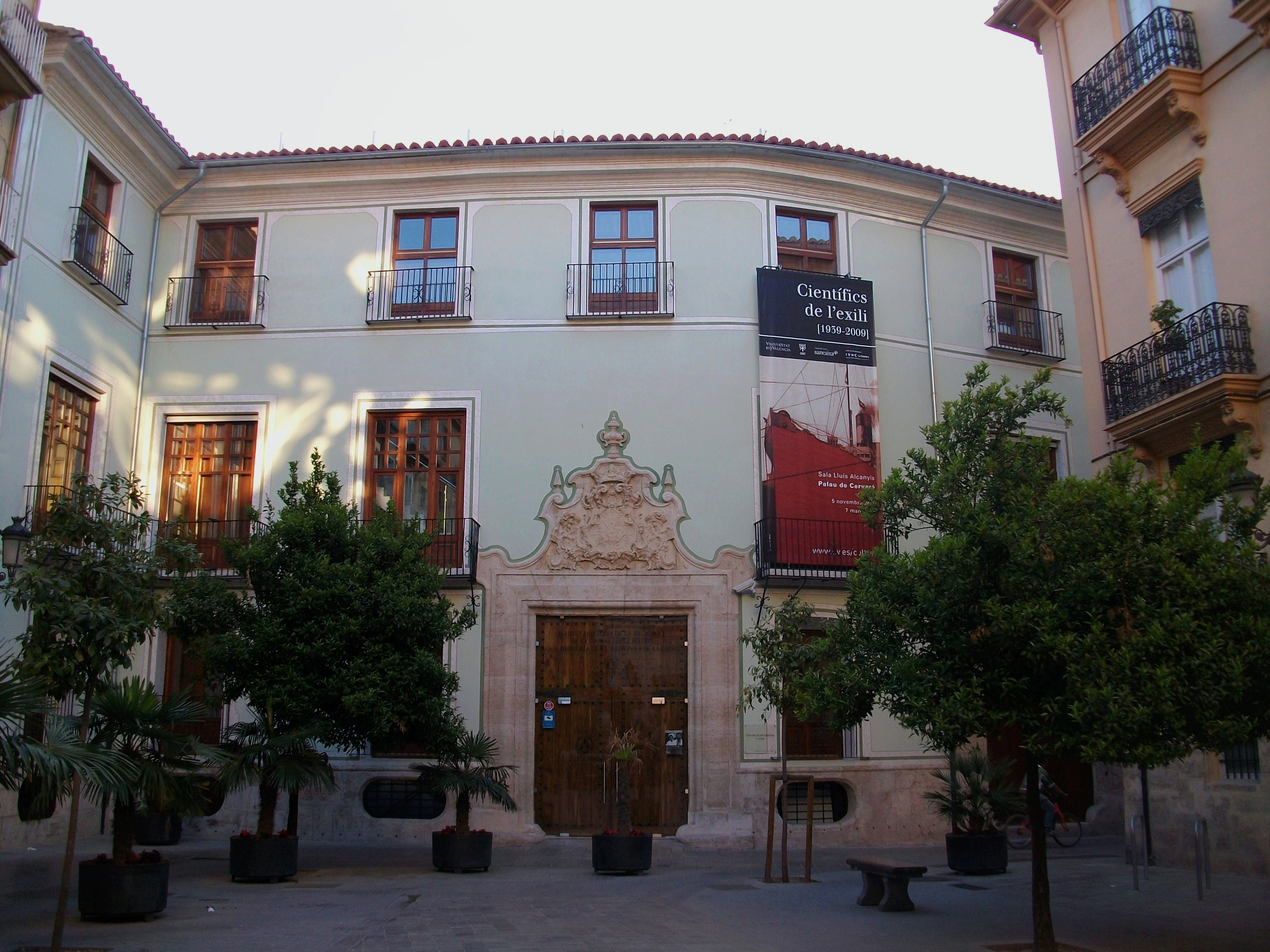
Palacio de Cerveró.
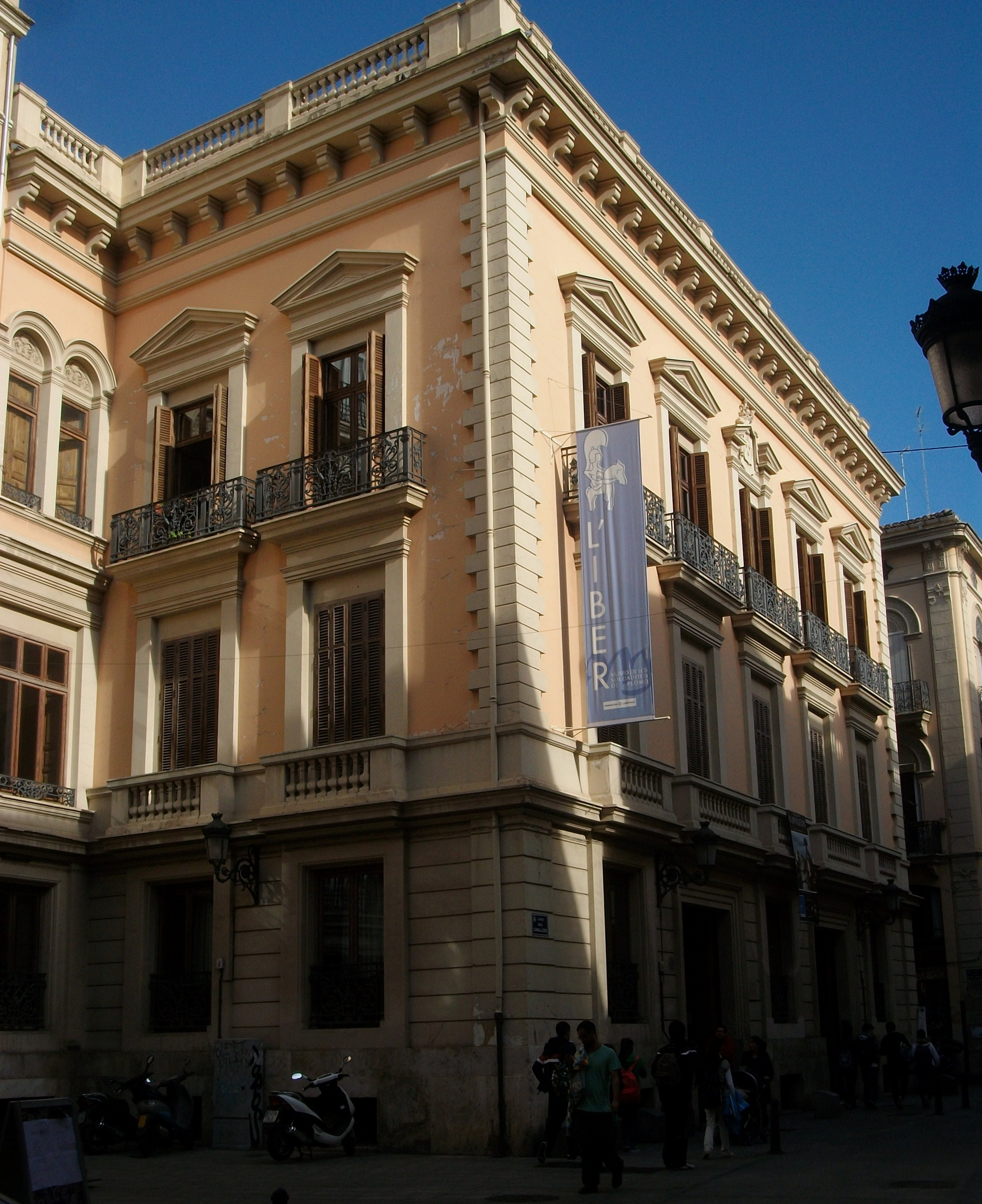
Palacio Malferit.
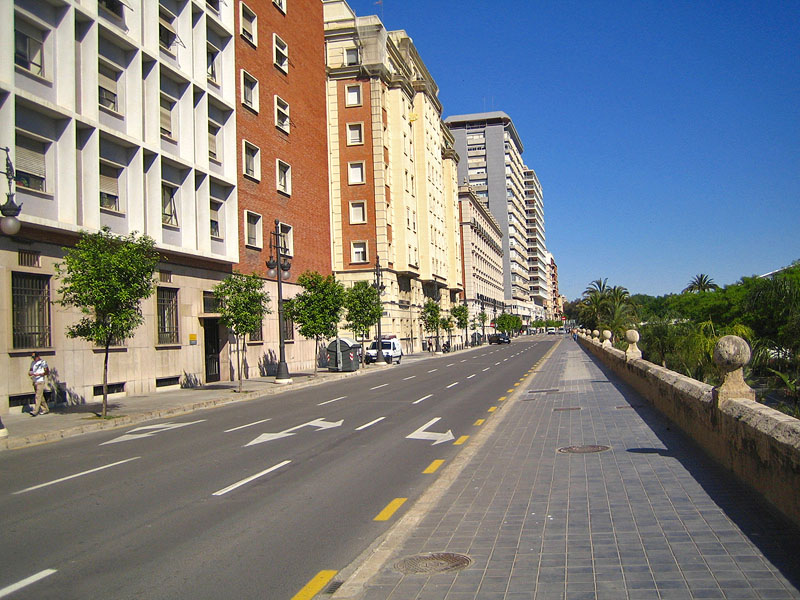
Paseo de la Ciudadela.
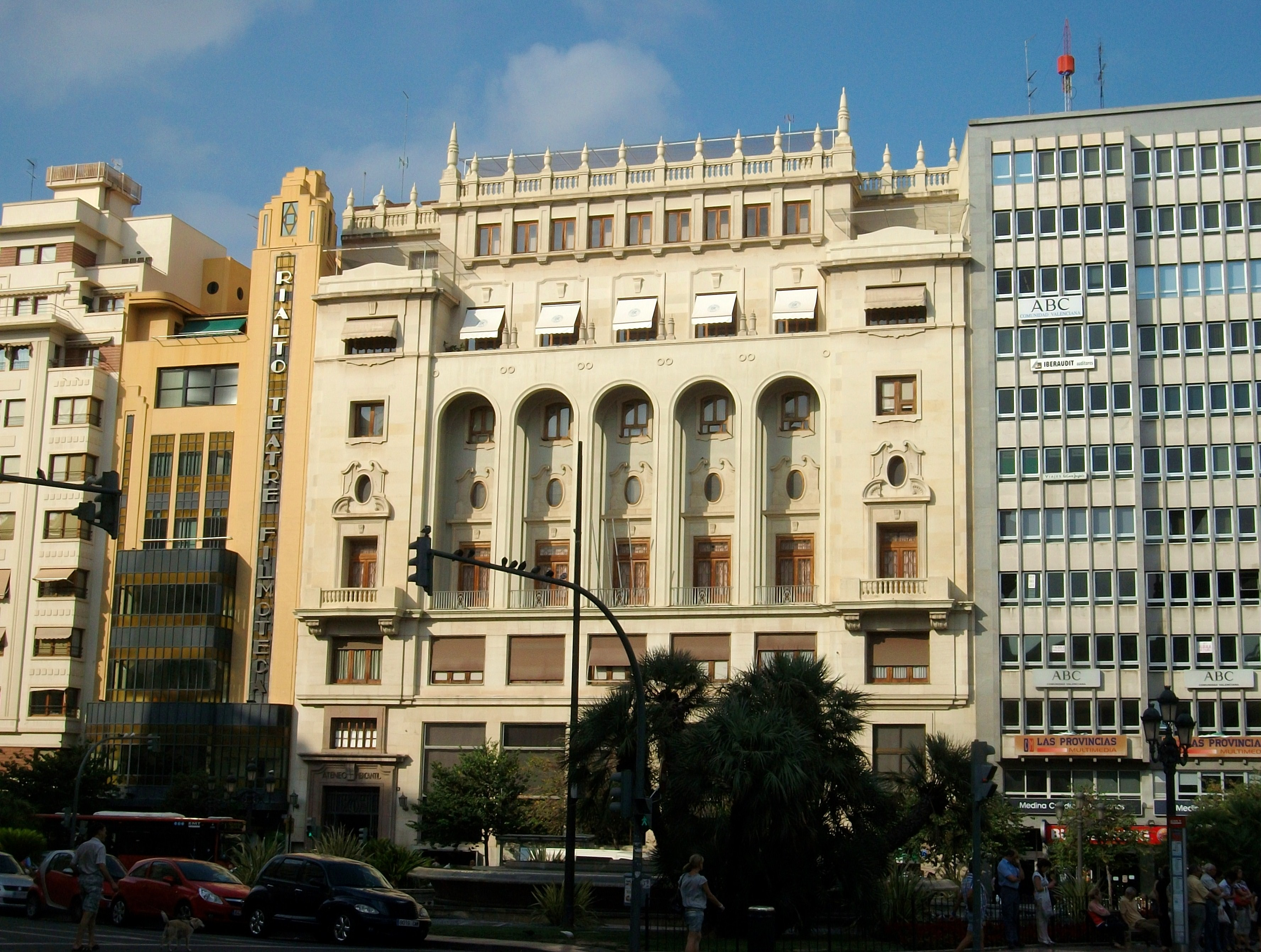
Edificio Rialto y Ateneo Mercantil.
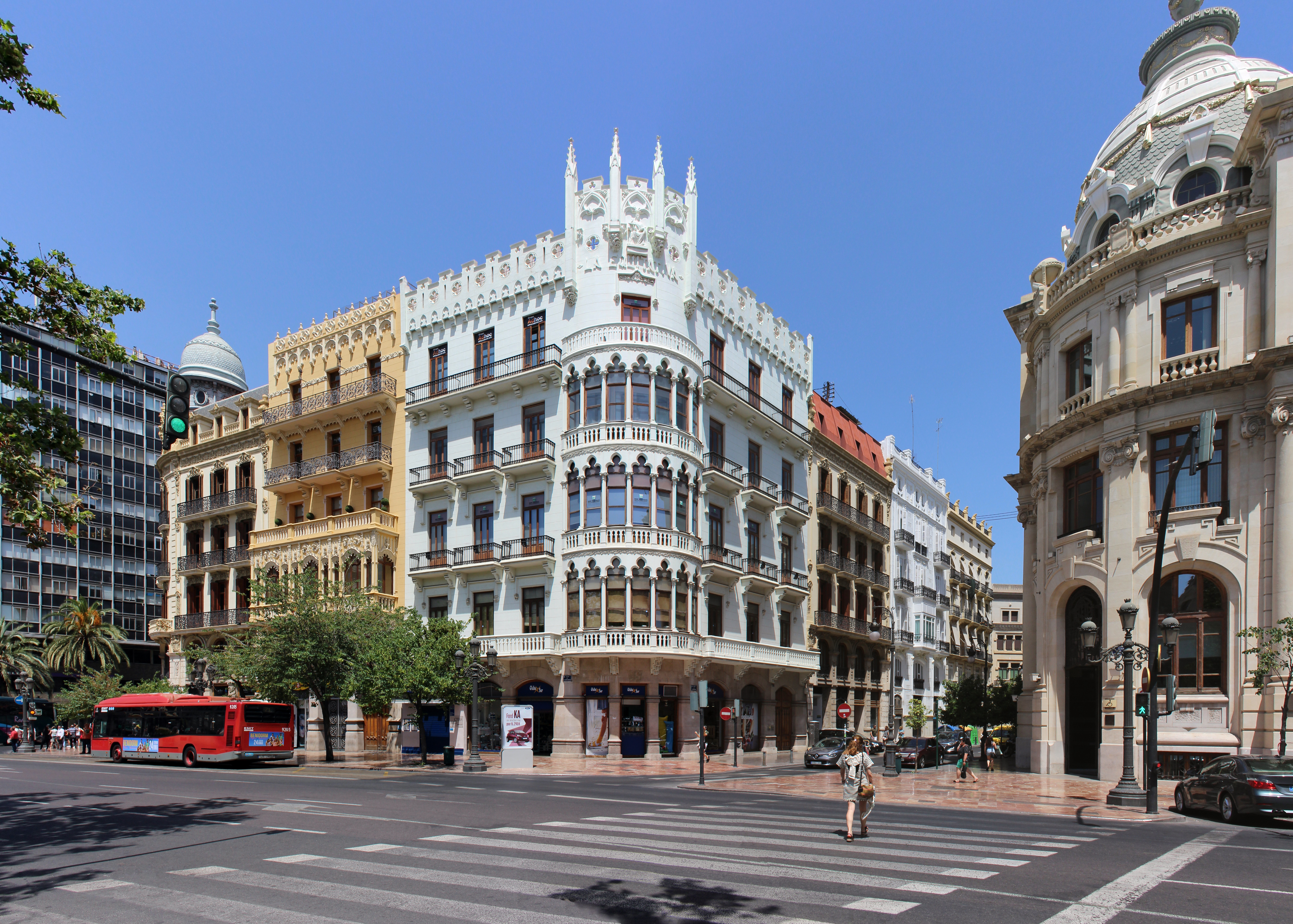
Edificio Suay.